# かよエール

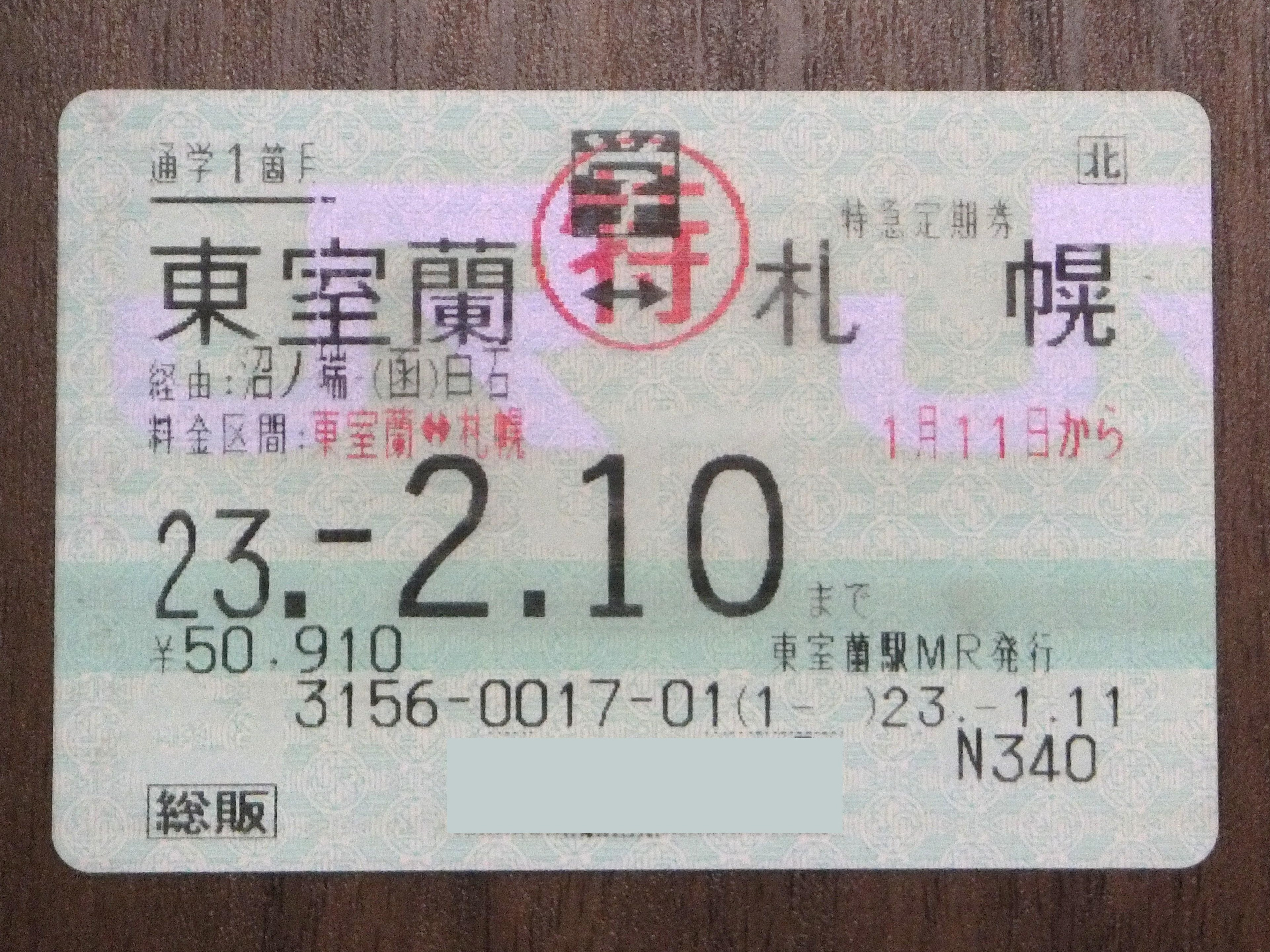
かよエール（通学用）

かよエールとは、北海道旅客鉄道（JR北海道）が発売する、特急・急行列車の自由席が利用できる定期乗車券である。1997年（平成9年）4月より発売開始された。

## 概説
特急定期券の設定区間内の、特急・急行列車自由席を利用できる。有効期間の設定は、1箇月・3箇月・6箇月とあり、高校生用・中学生用の設定もある（これはJR北海道が発売する一般の通学定期券と同様）。別途で指定券・グリーン券を買い求めれば、指定席・グリーン席も利用できる。
2024年のダイヤ改正より全車指定席化された一部の特急列車に併せて、かよエール＋(プラス)が設定されている。こちらは指定席の空席を利用できるほか、乗車の3日前からみどりの窓口または話せる券売機で座席の指定を差額なしで受けることができる。ただしグリーン車に乗車する場合には乗車券のみ有効となり、追加で特急券・グリーン券が必要となる。また快速エアポートの指定席の乗車には座席指定券が必要となる。

## 設定範囲
下記駅の範囲内の相互間で設定されている。
- 函館本線：函館 - 長万部間（通学用のみ）・札幌 - 旭川間
- 千歳線・室蘭本線：札幌（白石） - 洞爺間
- 石勝線：南千歳 - 新夕張間
- 根室本線：新得 - 釧路間（通学用のみ）
- 宗谷本線：旭川 - 稚内間（通学用のみ）
- 石北本線：旭川（新旭川） - 網走間（通学用のみ）

特急停車駅以外からでも利用可能だが、その場合「かよエール」の区間は区間内の最初の特急停車駅相互間となる（例：奈井江 - 札幌の場合、美唄 - 札幌が特急利用可能区間）。なお旭川方面・東室蘭方面・追分方面のうち、岩見沢 - 白老や追分 - 苫小牧などのような2区間にまたがる発売はしていない。またがる場合は白石あるいは南千歳で分け、それぞれの区間の定期券を別に買い求める必要がある。また、200kmを超える区間の登録はできない。

### 設定範囲の拡大
平成23年(2011年)3月16日以降は、通学用に限り設定範囲が、根室本線の新得～釧路、函館本線の函館～長万部、石北本線の旭川～網走、宗谷本線の旭川～稚内にまで拡大された。それらの区間の発売額は、通常の通学定期料金に以下の追加料金を上乗せする。
- 25kmまで - 2,000円
- 50kmまで - 4,000円
- 100kmまで - 6,000円
- 200kmまで - 8,000円

## 利用状況
2010年の1日平均利用客数は1,290人で、そのうち札幌 - 旭川間内の利用が8割以上を占めている。発売開始以降発売枚数は毎年増加しており、2006年度に年間1万枚を超えた。また2010年度中に累計発売枚数が10万枚を超えるとされている。
最も利用の多い設定区間は「滝川 - 札幌」で、次いで「旭川 - 札幌」「美唄 - 札幌」の順となっている。普通列車の本数が少ない「深川 - 滝川」などの短区間利用も多い。

## 歴史
- 1997年（平成9年） - 発売開始。
- 2000年（平成12年） - 発売額値下げ。
- 2001年（平成13年） - 指定料金券・グリーン料金券との併用が可能になる。
- 2002年（平成14年） - 発売額値下げ。
- 2011年（平成23年） - 通学用の設定範囲を拡大。
- 2016年（平成28年） - 石勝線の設定範囲を拡大（南千歳 - 新夕張間）、通学用の設定範囲から津軽海峡線を削除。
- 2024年（令和6年） - かよエール＋(プラス)を新設。

## 備考
- 札幌～旭川、札幌～苫小牧など、Kitacaエリア内完結であってもKitaca定期券として発券はできない。
- 北海道新幹線の定期券は、通勤用「FREX（フレックス）」、通学用「FREX（フレックス）パル」の名称で発売している。
- その他規則は一般の定期券と同様となる。